# Le Samyn des Dames 2015
Le Samyn des Dames 2015 var den fjerde udgave af Le Samyn des Dames, som er et landevejs cykelløb for kvinder i Hainaut, Belgien. Løbet blev afholdt den 4. marts 2015 over en distance på 112 km, med starten i Quaregnon og målet i Dour. Løbet var af UCI vurderet at høre til kategori 1.2.

## Resultater
| Nr. | Rytter                     | Hold                   | Tid        |
| --- | -------------------------- | ---------------------- | ---------- |
| 1   | Chantal Blaak (NED)        | Boels-Dolmans          | 2h 56' 03" |
| 2   | Anna van der Breggen (NED) | Rabo-Liv               | + 0"       |
| 3   | Emma Johansson (SWE)       | Orica-AIS              | + 0"       |
| 4   | Chloe Hosking (AUS)        | Wiggle-Honda           | + 0"       |
| 5   | Jolien D'Hoore (BEL)       | Wiggle-Honda           | + 0"       |
| 6   | Ashleigh Moolman (RSA)     | Bigla Pro Cycling Team | + 0"       |
| 7   | Amy Pieters (NED)          | Team Liv–Plantur       | + 0"       |
| 8   | Roxane Knetemann (NED)     | Rabo-Liv               | + 0"       |
| 9   | Megan Guarnier (USA)       | Boels-Dolmans          | + 0"       |
| 10  | Elena Cecchini (ITA)       | Lotto-Soudal Ladies    | + 0"       |

Kilde